# توني فريمان
توني فريمان (بالإنجليزية: Toney Freeman)‏ هو لاعب كمال أجسام أمريكي، ولد في 30 يوليو 1966 في ساوث بند في الولايات المتحدة.

## روابط خارجية
- توني فريمان على موقع IMDb (الإنجليزية)